# Stargazer:
『Stargazer:』（スターゲイザー）は、Alice Nineの通算16枚目のシングル。2010年11月10日に徳間ジャパンコミュニケーションズから発売された。

## 解説
表題曲「Stargazer:」は、テレビ東京『Vの流儀』のオープニングテーマとして使用された。
初回限定盤Aはタイトル曲のMUSIC CLIP、MUSIC CLIP MAKING映像DVD付き。初回限定盤BはAlice Nine Live Tour 10“FLASH LIGHT from the past”密着ドキュメント映像DVD付き。本作のPVはAlice Nine史上初の完全合成作品となっている。

## 批評
『CDジャーナル』は「グラム・ポップ風の味わいを持ったファンタジックなナンバーで、バンドのスタイルを具現化した佳曲。傑出したメロディ・センスの際立つ楽曲を完成させている。」と批評した。

## 収録曲
（全作詞：将、作曲:Alice Nine、編曲：Alice Nine・岡野ハジメ）

### 初回限定盤A/B
1. Stargazer: [4:16]
2. 蜃気楼 [3:45]

### 通常盤
1. Stargazer:
2. 蜃気楼
3. カルマ  [3:42]

## 楽曲の収録アルバム
| 曲名       | 収録アルバム | 発売日       | 備考                  |
| ---------- | ------------ | ------------ | --------------------- |
| Stargazer: | 『GEMINI』   | 2011年2月9日 | 4thオリジナルアルバム |
| 蜃気楼     | 『GEMINI』   | 2011年2月9日 | 4thオリジナルアルバム |